# Linia kolejowa Sarny – Udryck
Linia kolejowa Sarny – Udryck – linia kolejowa na Ukrainie łącząca stację Sarny ze stacją Udryck i granicą państwa z Białorusią. W całości znajduje się w obwodzie rówieńskim. Zarządzana jest przez Kolej Lwowską (oddział ukraińskich kolei państwowych). Jest to fragment linii Równe – Baranowicze – Wilno.
Linia na całej długości jest jednotorowa i niezelektryfikowana.

## Historia
Linia ta stanowi fragment dawnej poleskiej drogi zależnej Równe – Wilno, powstałej w XIX w.. Do końca I wojny światowej leżała w Rosji. W latach 1918–1939 położona była w Polsce, następnie leżała w Związku Sowieckim (1945 - 1991). Od 1991 znajduje się na Ukrainie.